# 미하일 프세볼로도비치

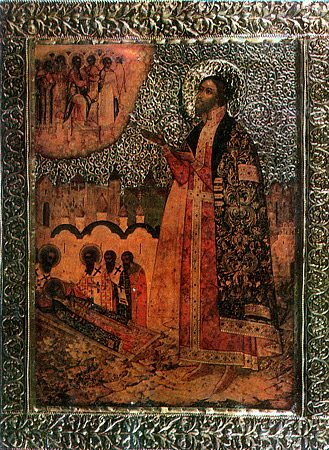
미하일 프세볼로도비치

미하일 프세볼로도비치(러시아어: Михаил Всеволодович, 우크라이나어: Михайло Всеволодович, 1185년경 ~ 1246년 9월 20일)는 키예프 루스의 마지막 대공(재위: 1236년 ~ 1240년, 1240년, 1241년 ~ 1243년)이다. 류리크 왕조 출신이다.

## 생애
프세볼로트 4세 대공의 아들로 태어났다. 그의 어머니는 폴란드의 카지미에시 2세 공작의 딸인 아나스타시아(Anastasia)이다.
키예프 대공에 즉위하기 이전에는 페레야슬라우 공국의 공(1206년), 노우호로드시베르스키 공(1219년 ~ 1226년), 체르니히우 공국의 공(1223년 ~ 1235년, 1242년 ~ 1246년), 노브고로드 공화국 공(1225년 ~ 1226년, 1229년 ~ 1230년), 갈리치아 공작(1235년 ~ 1236년)을 역임했다.
1238년 야로슬라프 3세(블라디미르의 야로슬라프 2세 대공)의 뒤를 이어 키예프 대공으로 즉위했다. 1240년 바투 칸이 이끄는 몽골 제국 군대가 키예프를 정복하면서 키예프 대공국은 붕괴된다.
1241년에는 폐허가 된 키예프의 통치자가 되었다. 1243년 체르니히우 공국으로 귀환했지만 킵차크 칸국 군대에 의해 처형당했다. 동방 정교회에서는 그를 성인으로 추대하였다.
| 전임 야로슬라프 3세 (블라디미르의 야로슬라프 2세) | 키예프 대공 1236년 ~ 1238년 | 후임 로스티슬라프 므스티슬라비치 |

| 전임 다닐로 로마노비치 | 키예프 대공 1240년 |  |